# Joris Gnagnon
Joris Gnagnon (Bondy, 13 gennaio 1997) è un ex calciatore francese, di ruolo difensore.

## Caratteristiche tecniche
Difensore centrale molto fisico e abile nel gioco aereo, per le sue caratteristiche è stato paragonato a Kolo Touré.

## Carriera

### Club

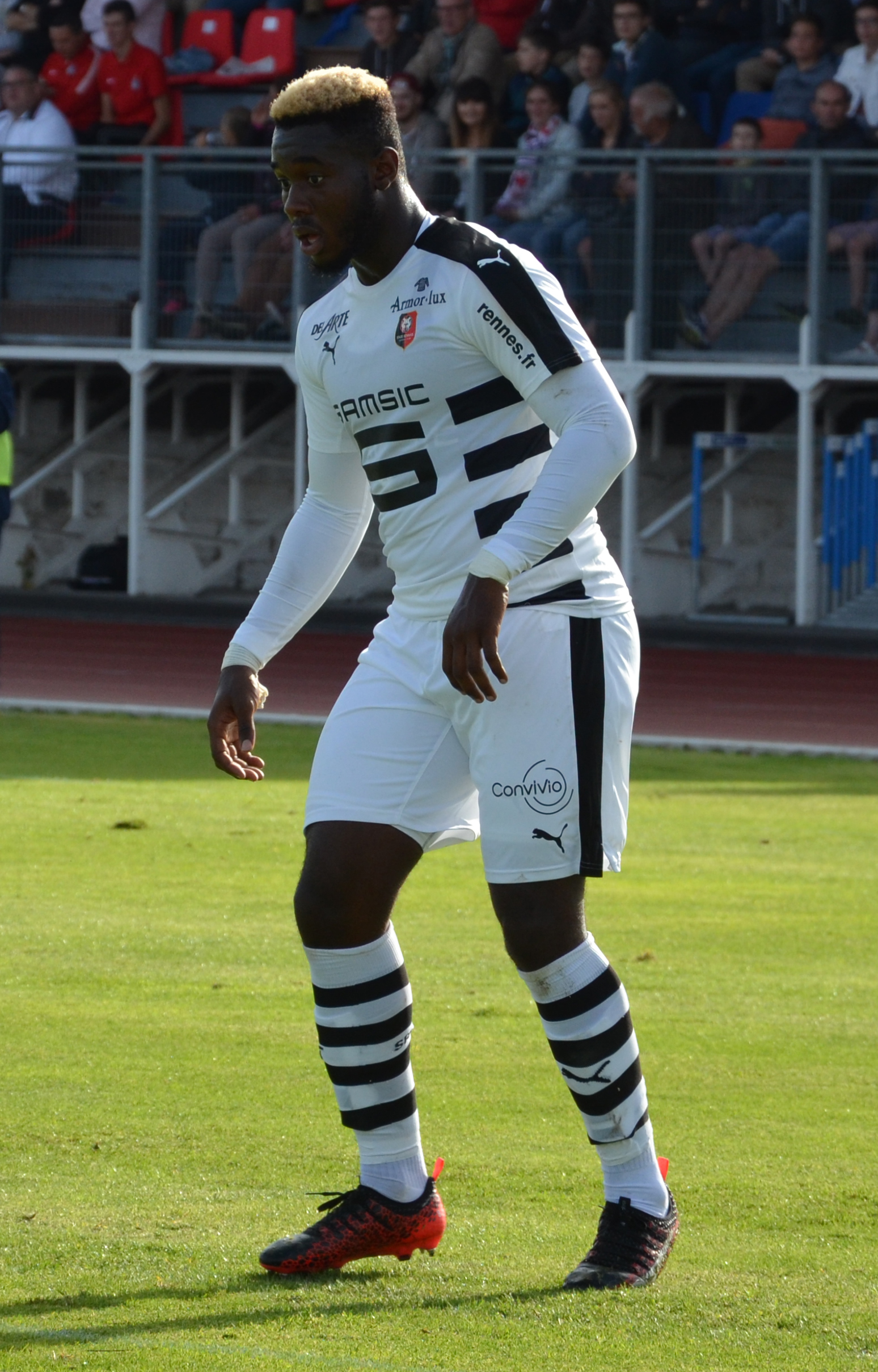
Joris Gnagnon durante un'amichevole estiva nel 2017

Cresciuto nelle giovanili del Rennes, debutta in prima squadra il 16 gennaio 2016 nel corso del match vinto 4-2 contro il Troyes. Segna la sua prima rete il 28 gennaio 2017, fissando il punteggio sull'1-1 nei minuti finali della sfida interna contro il Nantes.
Il 25 luglio 2018 viene ingaggiato dal Siviglia per 15 milioni, firmando un contratto fino al giugno 2023.
Il 26 agosto 2019 fa ritorno al Rennes con la formula del prestito annuale. Il 12 dicembre successivo, nell'ultimo incontro della fase a gironi di Europa League, una sua doppietta causa l'eliminazione della Lazio.
A fine prestito fa ritorno al Siviglia, in cui resta sino al 24 settembre 2021 (rimanendo ai margini della rosa), giorno in cui il suo contratto viene rescisso a causa della poca professionalità del giocatore.
Rimasto svincolato, il 21 gennaio 2022 firma per il Saint-Étienne. La sua esperienza, però, parte già con il piede sbagliato: Infatti, il club francese non accetta lo stato di forma del giocatore, arrivato a Saint-Étienne in sovrappeso, e subito sarà messo ai margini del progetto. La società si aspettava di rivedere il giocatore nella forma smagliante di quando militava nel Rennes, e invece anche questo nuovo acquisto si è rivelato un vero e proprio flop: il difensore francese scenderà in campo solo per qualche amichevole, ma non si è mai meritato di scendere in campo in gare ufficiali di Ligue 1.
Il 6 maggio 2022, appena 4 mesi dopo aver firmato, il suo contratto sarà rescisso consensualmente.

### Nazionale
Nell'aprile 2017, dopo un colloquio con l'ex CT. degli ivoriani, Marc Wilmots, sceglie di rappresentare il suo paese d'origine, ovvero la Costa d'Avorio; Tuttavia nel maggio 2018, ha dichiarato contrariamente a quello detto in precedenza un anno prima, di non escludere un eventuale chiamata da parte della nazionale francese. Ha militato nell'Under-20 francese dove nel 2017 ha raccolto 2 presenze. Il 25 maggio dello stesso anno, ha debuttato nella nazionale Under-21 francese nella sfida amichevole disputata in trasferta contro la nazionale Under-21 svizzera.

## Statistiche

### Presenze e reti nei club
Statistiche aggiornate all'8 marzo 2020.
| Stagione        | Squadra         | Campionato      | Campionato | Campionato | Coppe nazionali | Coppe nazionali | Coppe nazionali | Coppe continentali | Coppe continentali | Coppe continentali | Altre coppe | Altre coppe | Altre coppe | Totale | Totale |
| Stagione        | Squadra         | Comp            | Pres       | Reti       | Comp            | Pres            | Reti            | Comp               | Pres               | Reti               | Comp        | Pres        | Reti        | Pres   | Reti   |
| --------------- | --------------- | --------------- | ---------- | ---------- | --------------- | --------------- | --------------- | ------------------ | ------------------ | ------------------ | ----------- | ----------- | ----------- | ------ | ------ |
| 2015-2016       | Rennes          | L1              | 7          | 0          | CF+CdL          | 1+0             | 0               | -                  | -                  | -                  | -           | -           | -           | 8      | 0      |
| 2016-2017       | Rennes          | L1              | 27         | 1          | CF+CdL          | 2+1             | 1+0             | -                  | -                  | -                  | -           | -           | -           | 30     | 2      |
| 2017-2018       | Rennes          | L1              | 36         | 2          | CF+CdL          | 1+4             | 0               | -                  | -                  | -                  | -           | -           | -           | 41     | 2      |
| 2018-2019       | Siviglia        | PD              | 7          | 0          | CR              | 3               | 0               | UEL                | 6                  | 0                  | -           | -           | -           | 16     | 0      |
| 2019-2020       | Rennes          | L1              | 19         | 0          | CF+CdL          | 5+1             | 0               | UEL                | 6                  | 2                  | SF          | 0           | 0           | 31     | 2      |
| Totale Rennes   | Totale Rennes   | Totale Rennes   | 89         | 3          |                 | 15              | 1               |                    | 6                  | 2                  |             | 0           | 0           | 110    | 6      |
| Totale carriera | Totale carriera | Totale carriera | 96         | 3          |                 | 18              | 1               |                    | 12                 | 2                  |             | 0           | 0           | 126    | 6      |

### Cronologia presenze e reti in nazionale
| Cronologia completa delle presenze e delle reti in nazionale ― Francia under 21 | Cronologia completa delle presenze e delle reti in nazionale ― Francia under 21 | Cronologia completa delle presenze e delle reti in nazionale ― Francia under 21 | Cronologia completa delle presenze e delle reti in nazionale ― Francia under 21 | Cronologia completa delle presenze e delle reti in nazionale ― Francia under 21 | Cronologia completa delle presenze e delle reti in nazionale ― Francia under 21 | Cronologia completa delle presenze e delle reti in nazionale ― Francia under 21 | Cronologia completa delle presenze e delle reti in nazionale ― Francia under 21 |
| Data                                                                            | Città                                                                           | In casa                                                                         | Risultato                                                                       | Ospiti                                                                          | Competizione                                                                    | Reti                                                                            | Note                                                                            |
| ------------------------------------------------------------------------------- | ------------------------------------------------------------------------------- | ------------------------------------------------------------------------------- | ------------------------------------------------------------------------------- | ------------------------------------------------------------------------------- | ------------------------------------------------------------------------------- | ------------------------------------------------------------------------------- | ------------------------------------------------------------------------------- |
| 25-5-2018                                                                       | Bienne                                                                          | Svizzera under 21                                                               | 1 – 1                                                                           | Francia under 21                                                                | Amichevole                                                                      | -                                                                               | 68’                                                                             |
| 29-5-2018                                                                       | Besançon                                                                        | Francia under 21                                                                | 1 – 1                                                                           | Italia under 21                                                                 | Amichevole                                                                      | -                                                                               |                                                                                 |
| 11-9-2018                                                                       | Strasburgo                                                                      | Francia under 21                                                                | 2 – 0                                                                           | Lussemburgo under 21                                                            | Qual. Europeo Under-21 2019                                                     | -                                                                               |                                                                                 |
| Totale                                                                          |                                                                                 | Presenze                                                                        | 3                                                                               |                                                                                 | Reti                                                                            | 0                                                                               |                                                                                 |